# Algutsvattnet
Algutsvattnet är en sjö i Årjängs kommun i Värmland och ingår i Göta älvs huvudavrinningsområde. Sjön är 10 meter djup, har en yta på 0,487 kvadratkilometer och är belägen 143,8 meter över havet. Sjön avvattnas av vattendraget Moälven.

## Delavrinningsområde
Algutsvattnet ingår i det delavrinningsområde (658100-128556) som SMHI kallar för Inloppet i Blomskogtjärn. Medelhöjden är 164 meter över havet och ytan är 24,44 kvadratkilometer. Det finns inga avrinningsområden uppströms utan avrinningsområdet är högsta punkten. Sundsbyälven som avvattnar avrinningsområdet har biflödesordning 3, vilket innebär att vattnet flödar genom totalt 3 vattendrag innan det når havet efter 231 kilometer. Avrinningsområdet består mestadels av skog (81 procent). Avrinningsområdet har 0,85 kvadratkilometer vattenytor vilket ger det en sjöprocent på 3,5 procent.